# Iglesia de San Pedro (Cuéllar)
La iglesia de San Pedro es una iglesia católica ubicado en la villa de Cuéllar (Segovia). Se trata del templo documentado más antiguo de la villa, pues aparece ya en 1095, en el testamento del conde Pedro Ansúrez. Fue desamortizada en el siglo XIX y en la actualidad es de propiedad privada y sirve como sede de un establecimiento hostelero.

## Descripción
Está ubicada en la parte baja del casco urbano, junto a la muralla del segundo recinto amurallado de la villa, pues su ábside servía de remate y defensa para el arco de San Pedro, contiguo al mismo. Es por ello por lo que el ábside tiene un aspecto más militar que religioso. Fue levantado con fábrica de sillería mediante una nave central rematada de un gran ábside y dos laterales de pequeñas dimensiones. Las naves estaban bajo una única cubierta a dos aguas, teniendo bóvedas las laterales, la central artesonado y los ábsides bóvedas esféricas. De esta época conserva dos puertas, en los alzados de mediodía y norte, formadas por arquivoltas sobre capiteles historiados.
Durante la época de Francisco Fernández de la Cueva y Mendoza, se llevaron a cabo importantes obras en el templo, con el fin de fortificarlo para utilizarlo como defensa de la muralla en uno de los puntos más vulnerables de la misma. Para ello fueron demolidos los ábsides románicos y fue levantado uno gótico de grandes dimensiones, con contrafuertes arqueados que sostienen la coronación a modo de adarve o paseo de ronda, presidido por las armas del Ducado de Alburquerque.